# Panorama Somosierra
Panorama Somosierra – nieukończony obraz cykloramiczny autorstwa Wojciecha Kossaka i Michała Wywiórskiego mający przedstawiać różne etapy bitwy pod Somosierrą.
Panorama miała być trzecim takim obrazem w twórczości Kossaka, poprzednie dwie (panorama Racławice z 1894 i Przejście Wielkiej Armii przez Berezynę w 1812 roku z 1896) spotkały się z gorącym przyjęciem krytyki i widzów. Ukończone dzieło miało mieć wymiary 110 × 17 metrów i 1800 metrów kwadratowych powierzchni.
W latach 1899–1900 powstały cztery pełnowymiarowe olejne szkice stanowiące podstawę do wykonania ostatecznej wersji panoramy. Jednak wskutek problemów z carską cenzurą, która początkowo nie chciała zgodzić się na eksponowanie w Warszawie dzieła o zbyt patriotycznym wydźwięku, ostatecznie panorama nie powstała. Kossak namalował za to kilka kolejnych obrazów inspirowanych bitwą.

## Historia
Podczas zorganizowanego w 1898 w Warszawie bankietu z okazji zaprezentowania Berezyny publiczności, Kossak wpadł na pomysł namalowania kolejnego wielkiego dzieła. Grupa warszawskich przemysłowców chciała je zamówić specjalnie dla Warszawy, by znajdująca się pod panowaniem rosyjskim stolica dawnego Królestwa Polskiego mogła się poszczycić własnym dziełem na równi z lwowskimi Racławicami i malowaną jako cyklorama objazdowa Berezyną. W styczniu 1899 Kossak wybrał za temat zmagania polskich kawalerzystów w służbie armii Napoleona z hiszpańską Armią Środek podczas wojny na Półwyspie Iberyjskim. Temat ten uznał za jednocześnie polski i ogólnoeuropejski, jako że dotyczył wojen napoleońskich, w których brał udział niemal cały kontynent. Mimo świadomości możliwych problemów z cenzurą rosyjską, 12 kwietnia tego roku zawiązano spółkę panoramy Somosierra, w skład której wszedł Kossak, a także 21 znaczących kapitalistów, m.in. Edward Krasiński, Ludwik Żarnowski, Edward Reicher, Edward Herbst oraz spadkobiercy fortuny Karola Scheiblera. Udziałowcy przeznaczyli na sfinansowanie dzieła sto tysięcy ówczesnych rubli, każdy udziałowiec wniósł po pięć tysięcy.
Temat bitwy pod Somosierrą był obecny w polskiej kulturze i świadomości zbiorowej polskiego społeczeństwa już od kilkudziesięciu lat. Jednak oddalenie geograficzne i początkowy brak bezpośrednich relacji uczestników szarży szwoleżerów na hiszpańskie armaty spowodował, że temat bitwy obrósł wieloma mitami. Przedstawiało go wielu malarzy, jednak większość zupełnie nierzetelnie: szeroką dolinę malowano jak wąski wąwóz górski, pełen jarów i przepaści. Spośród różnych artystów temat ten podejmowali m.in. Piotr Michałowski (obraz Bitwa pod Samosierrą z 1837), Horace Vernet (Wincenty Krasiński pod Sommosierrą, Epizod z wojen hiszpańskich z 1816), Henryk Pillati (Kozietulski w wąwozie Somosierra z 1855), January Suchodolski (Atak szwoleżerów Kozietulskiego pod Somosierrą, Szarża polska pod Somosierrą, Bitwa pod Somosierrą, Napoleon w wąwozach Somosierry), a także przedstawiciele rodziny Kossaków: Juliusz (Somosierra z 1864 i z 1868, Spod Somosierry z 1876), Wojciech (Bitwa pod Somosierrą z 1885), a wiele lat po nich także Jerzy (Szarża w Somosierze z 1927, Szarża szwoleżerów w wąwozie Somosierry z 1929).
W ramach przygotowania do namalowania obrazu Kossak gruntownie przestudiował wiele pamiętników świadków bitwy, m.in. dzieła Józefa Załuskiego, płk. Andrzeja Niegolewskiego, Wincentego Toedwena i Tomasza Łubieńskiego. Nawiązał także kontakt z rosyjskim historykiem Aleksandrem Puzyrewskim, autorem monografii na temat bitwy pod Somosierrą. Wspólnie z Michałem Wywiórskim 5 listopada 1899 wyruszył do Hiszpanii na badania terenowe. Ostatni odcinek podróży, przez górzyste rejony środkowej Hiszpanii, artyści pokonali pieszo, na piechotę przebyli w sumie ok. 240 kilometrów. Na miejscu, na przełęczy Somosierra, Wywiórski i Kossak wykonali dziesiątki szkiców i fotografii pejzażu. Wybrali także miejsce, które w przyszłości miało stanowić podium, z którego widzowie będą oglądać skończone dzieło oraz konkretny moment, który miała przedstawiać panorama: chwilę zdobycia przez szwoleżerów Kozietulskiego drugiej baterii hiszpańskiej. Na miejscu okazało się, że wcześniejsze przedstawienia malarskie pola bitwy niewiele miały wspólnego z rzeczywistością: na szczyt siodła, przez szeroką i łagodną dolinę prowadziła otoczona niskim murkiem droga o długości około 4 kilometrów. Jak zauważył Kossak w liście do żony, krajobraz ten wyglądał niewinnie dla artysty, jednak dla żołnierza odsłoniętego na całej długości szarży miejsce to musiało zdawać się piekłem. Po tygodniowym pobycie w Hiszpanii obaj artyści spędzili kilka dni w Paryżu, gdzie Kossak przestudiował umundurowanie wojsk z epoki w Musée de l'Armée.
Po powrocie do Berlina Wywiórski przystąpił do malowania pejzażu, prace ukończył jeszcze w grudniu 1899. Do końca stycznia kolejnego roku Kossak ukończył kompozycje figuralne czterech dużych obrazów stanowiących szkic przygotowawczy do ostatecznego dzieła. Płótna, każde o wymiarach 150 × 288 centymetrów, przewieziono do Warszawy, gdzie miały posłużyć jako wzór do panoramy malowanej in situ w rotundzie po ekspozycji Berezyny. Ostateczne dzieło miało być, w pewnym przybliżeniu, dziesięciokrotnie większe.
Pomysł namalowania obrazu nie uzyskał jednak akceptacji rosyjskiej cenzury i zarządzającego nią generała-gubernatora warszawskiego Aleksandra Imeretyńskiego. Kossak zgodził się na ustępstwa i usunięcie polskiego szwadronu na dalszy plan, by ostateczny obraz miał mniej patriotyczny wydźwięk, jednak Imeretyński postawił warunek, by obraz najpierw zaprezentowano w Moskwie i Petersburgu. Jako że żadne z tych miast nie posiadało budynku zdolnego pomieścić dzieło tych rozmiarów, a koszty transportu płócien byłyby niebotyczne, był to warunek niemożliwy do spełnienia.
Kossak próbował obejść decyzję Imeretyńskiego przez konsultację szkiców z księciem Włodzimierzem Aleksandrowiczem Romanowem, u którego wstawił się za malarzem cesarz Niemiec Wilhelm II Hohenzollern, jednak nie na wiele się to zdało. Ostatecznie w 1900 Imeretyński został odwołany z funkcji, a w listopadzie tego roku zmarł. Jego następca, Iwan Podgorodnikow zezwolił na prezentację szkiców w Warszawie, która odbyła się 22 maja 1901 w gmachu warszawskiego Towarzystwa Zachęty Sztuk Pięknych. Na tym jednak historia panoramy się skończyła, bowiem Kossak zajął się innymi projektami, a ostateczny obraz nigdy nie powstał. Cztery olejne szkice nabył dziedzic Łykoszyna Czesław Świeżawski za 15 tysięcy rubli. Płótno i farby zamówione do wykonania Somosierry Kossak przeznaczył na panoramę Bitwa pod piramidami, która jednak nie cieszyła się dużą popularnością wśród widzów.
W późniejszym okresie Kossak kilkukrotnie wracał do tematu bitwy pod Somosierrą wykorzystując szkice do panoramy. W ten sposób powstały m.in. obrazy Zamilkła bateria z 1909, Szwoleżer gwardii polskiej z 1910 i Napoleon wjeżdża do zdobytego wąwozu Somosierra (1912).

## Opis zachowanych szkiców

### La guerilla (Zachód)

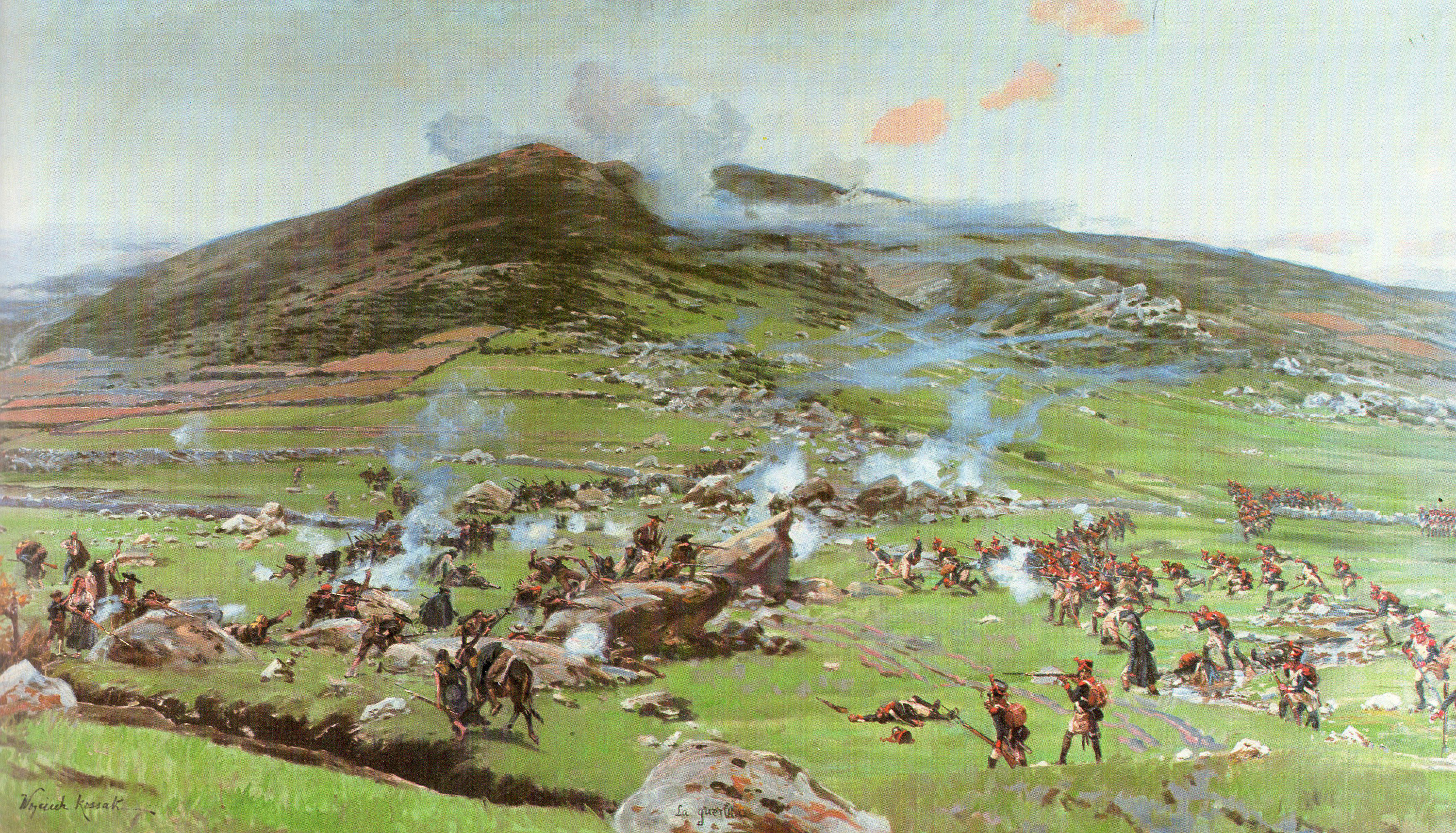
Scena przedstawiająca odwrót hiszpańskiej lekkiej piechoty z pola bitwy

Tytuł nadany szkicowi przez Kossaka oznacza w języku hiszpańskim wojnę partyzancką, lub też wojska pospolitego ruszenia. Fragment przedstawia zachodni skraj pola bitwy, gdzie francuska piechota generała François Amable Ruffina przypuściła atak na pozycje obsadzone przez nieregularne jednostki hiszpańskie. Francuscy piechurzy nacierają w luźnym szyku, po prawej stronie obrazu. Część żołnierzy biegnie, część strzela. W centrum kadru i po lewej stronie widoczni są hiszpańscy powstańcy: część jeszcze próbuje ostrzeliwać się zza głazów rozsianych po polu bitwy, inni uciekają przed nacierającymi Francuzami.
W tle widoczna jest panorama gór Sierra de Guadarrama z masywem Cerro Barrancal.

### Vivent les braves de braves (Droga z Burgos/Północ)

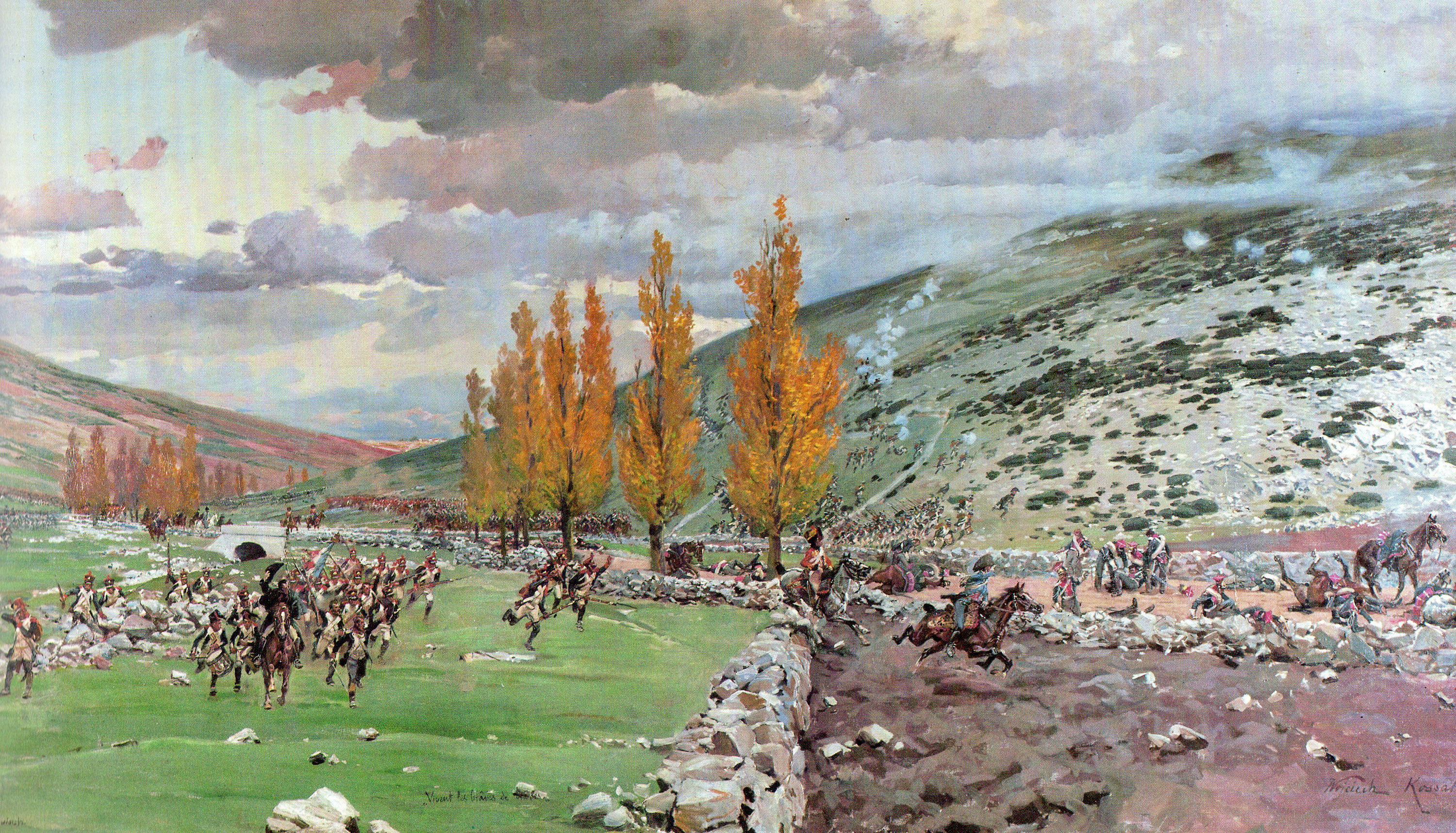
Wojska hiszpańskie uciekają drogą z Burgos

Francuski tytuł szkicu (pol. Niech żyją najodważniejsi spośród odważnych) nawiązuje do okrzyku, jakim Napoleon Bonaparte podczas defilady pułku kilka dni po bitwie miał uhonorować polskich szwoleżerów. Na pierwszym planie, pośrodku kadru, widać pędzącego drogą na koniu majora Philippe’a Paula de Ségur, jedynego Francuza, który na ochotnika wziął udział w szarży. Major salutuje rannym szwoleżerom którzy zostali w tyle za szarżującym oddziałem po zdobyciu przez niego drugiej baterii. Wśród nich widoczny jest m.in. ciężko ranny kapitan Jan Dziewanowski. Major de Ségur, w asyście pojedynczego strzelca konnego Gwardii, próbuje dogonić nacierających Polaków.
W tle, po lewej stronie, widać podążającego oczyszczoną z nieprzyjaciela drogą Napoleona w asyście sztabu. Grupa polskich i francuskich kawalerzystów (strzelców konnych Gwardii i szwoleżerów) wjeżdża na drogę i szykuje się do dalszego ataku. Na dalszym planie widać równe szeregi posuwającej się w górę doliny piechoty francuskiej.

### La charge brillante s’il en fut (Szarża na baterie hiszpańskie/Wschód)
Obraz przedstawia samą szarżę, w której dwie kompanie lekkiej kawalerii polskiej, zdobywszy pierwszą z hiszpańskich baterii broniących dostępu do przełęczy, kontynuują atak w górę drogi. Na pierwszym planie widać kilka grup uciekających żołnierzy hiszpańskich wraz z wozem amunicyjnym; jeden z nich, ubrany w strój partyzanta, dobija bagnetem karabinu rannego szwoleżera.

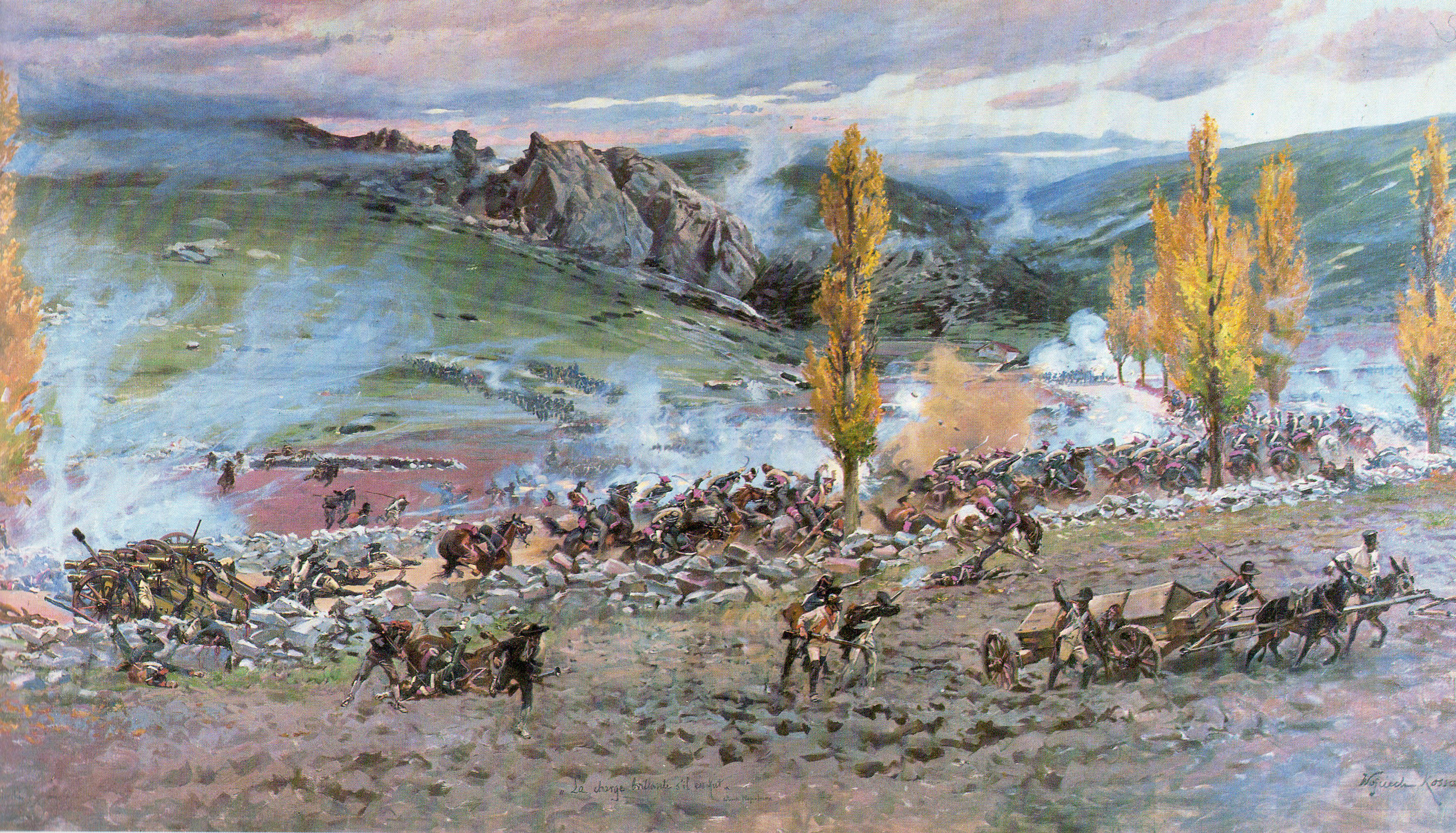
La charge brillante s’il en fut – najwspanialsza szarża, jaką kiedykolwiek przeprowadzono

Na drugim planie, przez całą szerokość obrazu, biegnie otoczona niskim murem kamiennym i z rzadka wysadzana topolami droga. Po lewej widać cztery armaty pierwszej ze zdobytych przez Polaków baterii, wokół których leżą rozrzucone ciała broniących jej artylerzystów. Przed nimi, pieszo, ukazane dwie postaci w mundurach szwoleżerów, z których jedna symbolizuje porucznika Jana Kozietulskiego, pod którym padł koń. W centrum kadru i po prawej stronie drogą naciera masa kawalerii polskiej. W tle, na stokach góry Cebollena i w górę drogi widać otoczone tumanami kurzu i dymu prochowego oddziały hiszpańskiej piechoty i kolejną baterię artylerii.
Francuski tytuł obrazu (pol. Najwspanialsza szarża, jaką kiedykolwiek przeprowadzono) to cytat z biuletynu Armee d’Espagne z 8 grudnia 1808, w którym opisano bohaterski wyczyn szwoleżerów, ich dowództwo jednak mylnie przypisując generałowi Louisowi de Montbrun.

### Droga do Madrytu otwarta (Południe)
Na pierwszym planie luźne grupy uciekających partyzantów hiszpańskich i żołnierzy regularnej armii. W tle widoczna wysadzana topolami droga oraz łagodne wzgórza. Po prawej stronie kadru, w oddali, widać odchodzące z pola bitwy kolumny wojska.

## Realizm historyczny
Kossak był jednym z pierwszych malarzy, którzy przed stworzeniem swojego dzieła dokonali rzetelnej analizy źródeł oraz wizji lokalnej terenu, dlatego obrazy mające stanowić szkic panoramy uznawane są za dość wierne odwzorowanie bitwy pod Somosierrą. Co rzadkie w ówczesnym malarstwie historycznym, postaci żołnierzy przedstawione są w strojach polowych, a nie w mundurach paradnych.